# Línea SE727 (EMT Madrid)
El Servicio Especial (S.E.) codificado como SE727 de la EMT de Madrid unía los centros de salud Villaamil (distrito de Tetuán) y Doctor Castroviejo (distrito de Fuencarral-El Pardo).

## Características
Esta línea fue creada el 2 de agosto de 2021 para acercar a los usuarios del CS Villaamil, cerrado por obras, al CS Doctor Castroviejo, situado a unos 2 km de este. Por este motivo, la línea era gratuita para los viajeros.
Desde el 1 de agosto de 2022 la línea hacía dos paradas por sentido en la calle Ofelia Nieto.
Fue suprimida el 22 de septiembre de 2023, con la reapertura del citado centro de salud.

### Frecuencias
| Horas de salida desde CS Villaamil          |       |       |       |       |       |       |       |       |       |       |       |       |
| De lunes a viernes laborables               |       |       |       |       |       |       |       |       |       |       |       |       |
| Hora                                        | 08    | 09    | 10    | 11    | 12    | 13    | 14    | 15    | 16    | 17    | 18    | 19    |
| Minutos de paso                             | 00 30 | 00 30 | 00 30 | 00 30 | 00 30 | 00 30 | 00 30 | 00 30 | 00 30 | 00 30 | 00 30 | 00 30 |
| Horas de salida desde CS Doctor Castroviejo |       |       |       |       |       |       |       |       |       |       |       |       |
| De lunes a viernes laborables               |       |       |       |       |       |       |       |       |       |       |       |       |
| Hora                                        | 08    | 09    | 10    | 11    | 12    | 13    | 14    | 15    | 16    | 17    | 18    | 19    |
| Minutos de paso                             | 15 45 | 15 45 | 15 45 | 15 45 | 15 45 | 15 45 | 15 45 | 15 45 | 15 45 | 15 45 | 15 45 | 15 45 |

## Recorrido y paradas
La línea empezaba en el cruce entre Francos Rodríguez y Villaamil, a pocos minutos del CS Villaamil. Tomaba Francos Rodríguez hacia el oeste hasta llegar a la calle Ofelia Nieto, a la que se incorporaba para ir hacia el norte y luego tomar la calle Villaamil, por la que seguía hasta el final. Seguía por la calle Valle de Mena hasta la esquina de Cándido Mateos, calle en la que establecía su otra cabecera. 
A la vuelta tomaba inmediatamente la calle Chantada y luego el camino Ganapanes hasta retomar el recorrido de la ida. Antes de llegar a la cabecera de Villaamil tomaba brevemente las calles de Pamplona y Jerónima Llorente.

### Sentido CS Doctor Castroviejo
| Código | Parada                      | Común con  | Conexiones con Metro |
| ------ | --------------------------- | ---------- | -------------------- |
| 1573   | Francos Rodríguez-Villaamil | 64 126 128 |                      |
| 1676   | Metro Francos Rodríguez     | 44 128     | Francos Rodríguez    |
| 1678   | Ofelia Nieto                | 44 128     |                      |
| 4939   | Cándido Mateos-Chantada     |            |                      |

### Sentido CS Villaamil
| Código | Parada                      | Común con  | Conexiones con Metro |
| ------ | --------------------------- | ---------- | -------------------- |
| 4939   | Cándido Mateos-Chantada     |            |                      |
| 1679   | Ofelia Nieto                | 44 128     |                      |
| 1677   | Metro Francos Rodríguez     | 44 128     | Francos Rodríguez    |
| 1573   | Francos Rodríguez-Villaamil | 64 126 128 |                      |